# Ліга справедливості (фільм)
«Ліга справедливості» (англ. Justice League) — американський кінокомікс 2017 року режисерів Зака Снайдера та Джосса Відона, який базується на коміксах видавництва DC Comics про команду супергероїв — Лігу Справедливості. Є п'ятим проєктом в рамках розширеного всесвіту DC. Сценарій написав Кріс Терріо та доповнив Джосс Відон.
Фільм входить до списку найдорожчих кінокартин — витрати на його виробництво перевищують $300 млн. Прем'єра відбулась 26 жовтня у Пекіні. 17 листопада фільм вийшов у широкий прокат, зокрема в Україні. В березні 2021 року вийшла режисерська версія фільму, що вирізняється збільшеним хронометражем і додатковими чи переробленими сценами.

## Сюжет
Діти знімають на телефон Супермена; дія переноситься на якийсь час уперед, коли супергерой загинув у боротьбі з Думсдеєм. Після відбиття нападу криптоніанців люди живуть в очікуванні наступного вторгнення з космосу. У Ґотемі Брюс Вейн (Бетмен) ловить злочинця і використовує його як приманку для чудовиська парадемона, оскільки воно відчуває на відстані страх. Спійманий в тенета демон вибухає, залишаючи на стіні знак трьох скриньок. Бетмен розуміє, що це символ артефактів, про яких згадувалося в записах Лекса Лютора. Його дворецький Альфред зауважує, що таких істот вже бачили раніше, але вони лише розвідники перед основною атакою. Бетмен вирушає на пошуки інших супергероїв, які разом замінили б Супермена.
У Лондоні з'являються терористи, що прагнуть повернути світ у середньовіччя. Диво-жінка знешкоджує терористів, тим часом Бетмен приходить у рибальське селище. Він розпитує про загадкового чоловіка, що приходить із моря та приносить людям рибу. Серед рибалок він викриває шуканого Артура (Аквамена) та намагається схилити його на свій бік. Аквамен відкидає пропозицію об'єднатися проти демонів, переконаний, що герої сильніші поодинці.
Баррі Аллен (Флеш) відвідує свого несправедливо ув'язненого батька Генрі. Він хоче стати криміналістом, щоб допомогти батькові вибратися з в'язниці, але Генрі просить не обтяжувати своє життя такими клопотами. Сайлас Стоун, батько Віктора Стоуна (Кіборга) тим часом працює на дослідженнях криптоніанського корабля. Коли він іде додому, один із співробітників висловлює йому співчуття з приводу смерті Віктора. Однак, насправді Сайлас, досліджуючи стародавній артефакт, повернув сина до життя, проти його волі замінивши скалічені частини тіла протезами. В цей час Кіборг ховається вдома, стурбований своїми новими здібностями. В Теміскірі амазонки виявляють, що одна з їхніх реліквій, Материнська Скринька, активізувалася. Скринька створює портал, крізь який прибуває Степовий Вовк і його армія парадемонів. Цариця Іполита з амазонками безуспішно протистоять йому. Іполіта запалює сигнальну ватру аби її донька Діана дізналася про лихо. Та бачить повідомлення про загорання ватри з новин.
Лоїс Лейн і Марта Кент обговорюють спогади про Кларка Кента (Супермена). Лоїс почала писати новини на прості сюжети і її більше не цікавлять сенсації. Діана розповідає Брюсові, що в давнину на Землі люди, атлантійці та амазонки вже билися зі Степовим Вовком. Зазнавши поразки, лиходій поклявся повернутися і саме зараз здійснює помсту. Для протистояння йому слід знайти всі три Материнські коробки: атлантійську, амазонську та людську. Кіборг, якого воскресила людська Скринька, спостерігає за цим, розуміючи, що Брюс — це Бетмен.
Брюс розшукує сховок Баррі, який погоджується приєднатися до нього. Діана ж виходить на контакт із Віктором. Артур рятує рибалку від парадемона і розуміє, що прибульці нападуть на Атлантиду, де сховано одну зі Скриньок. Степовий Вовк забирає тамтешню Скриньку і Міра доручає Артуру вирушити на сушу аби захистити Атлантиду. Степовий Вовк активує дві Скриньки і відправляє парадемонів на пошуки третьої, з якою стане новим богом Землі.
Брюс знайомить Баррі з Діаною, коли вони бачать в небі бет-сигнал, що сигналізує про небезпеку. Віктор повернувшись додому, розуміє, що його батька викрали. Бетмен, Диво-жінка та Флеш визначають місцерозташування лігва парадемонів у старих тунелях Метрополіса. До них приєднується Кіборг і вчотирьох вони складають Лігу справедливості. У тунелях Степовий Вовк допитує полонених де третя Материнська Скринька. Степовий Вовк у бою з супергероями руйнує тунель, але їх рятує Аквамен. Кіборг відлітає та повертається з третьою Скринькою, яку заховав Сайлас.
У бет-печері Брюс розуміє, що якщо Скринька змогла воскресити Кіборга, то може воскресити Супермена за посередництва криптоніанських технологій. Повагавшись, герої наважуються спробувати здійснити цей задум. Баррі і Віктор викопують труну з тілом Кларка і привозять її на криптоніанський корабель. Кіборг зауважує як під впливом Материнської Скриньки він став живою машиною. Тіло Кларка поміщають в інкубаційні води поруч зі Скринькою, Флеш заряджає її своєю силою. Кларк оживає і миттю відлітає в невідомому напрямку.
Супермен зустрічає Діану, Артура, Баррі та Віктора біля свого пам'ятника, але не розуміє, що відбувається. Раптово у Кіборга спрацьовує система захисту і він стріляє в Кларка. Коли прибуває Лоїс, Кларк заспокоюється, тим часом Степовий Вовк забирає останню Скриньку.
Степовий Вовк у своєму лігві, поки невідомому супергероям, об'єднує три Скриньки і вони починають перетворення планети на пекельне царство. Ліга виявляє активність Скриньок у Росії, але на підльоті до місця, оточеного силовим куполом, їхній літак розбивається. Супергерої встряють у бій з парадемонами і Степовим Вовком, котрий відриває Кіборгу ноги. На допомогу прибуває Супермен, з Кіборгом він роз'єднує Скриньки, а потім разом з Диво-жінкою руйнує зброю лиходія. Степовий Вовк лякається, внаслідок чого парадемони накидаються на нього. Лиходій телепортується в невідомому напрямку, залишивши на Землі свій шолом.
Брюс повертає Кларкові його ферму, забрану банком. Баррі відвідує батька і повідомляє, що його взяли на роботу до відділу криміналістики. Брюс, Діана і Альфред оглядають приміщення штаб-квартири Ліги Справедливості. Лоїс Лейн пише статтю і говорить про те, що світу потрібні були герої, і тепер вони з'явилися, повернувши надію людям.
У першій сцені після титрів Флеш змагається з Суперменом у швидкості. У другій сцені в божевільні «Аркгем» охоронець просить Лекса Лютора вийти з в'язничної камери, але на його місці виявляється божевільний. Справжній же Лекс зустрічається на яхті з Дезстроуком і натякає на створення власної Ліги.

## Акторський склад

### Ліга Справедливості

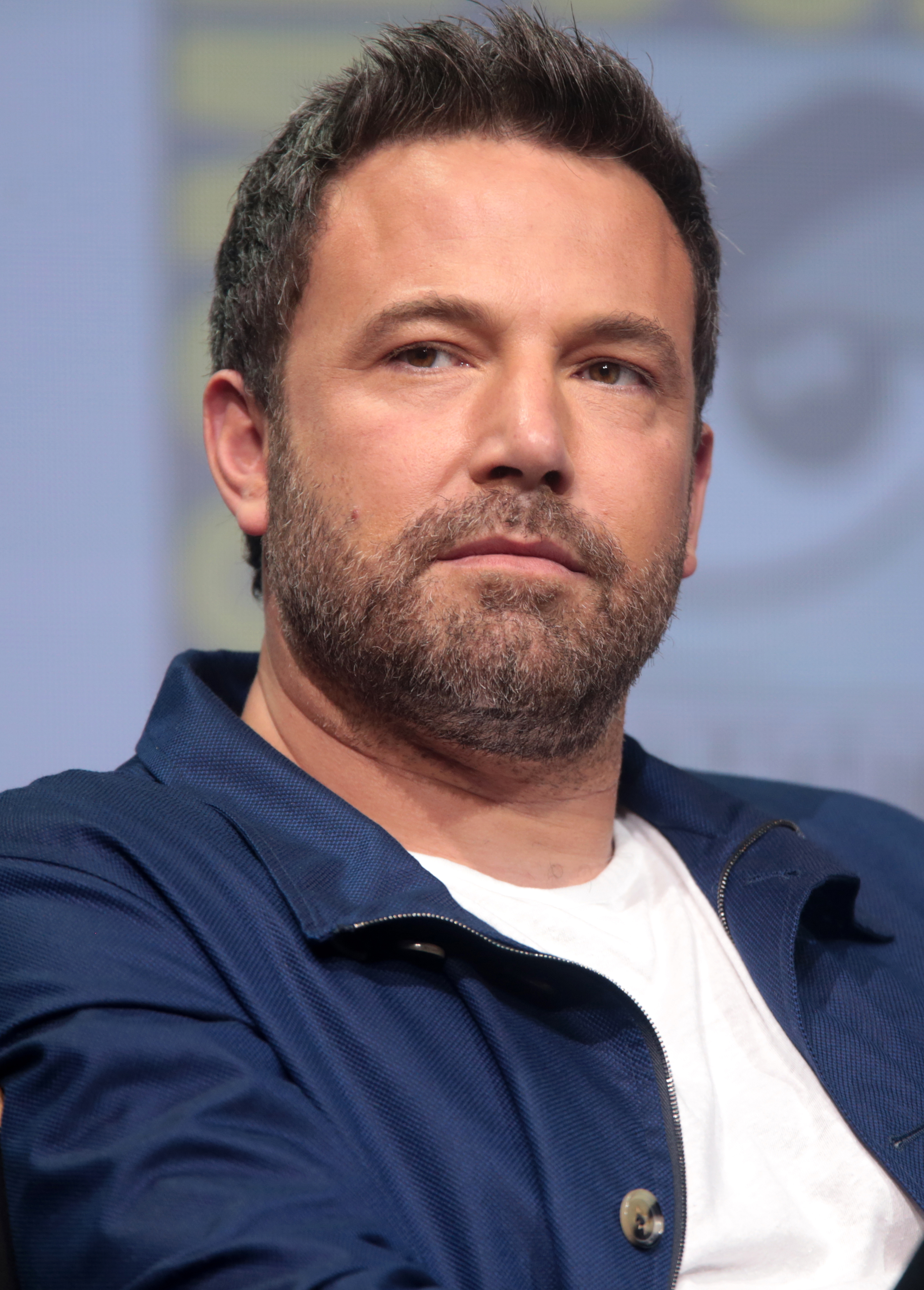
Бен Аффлек — Бетмен
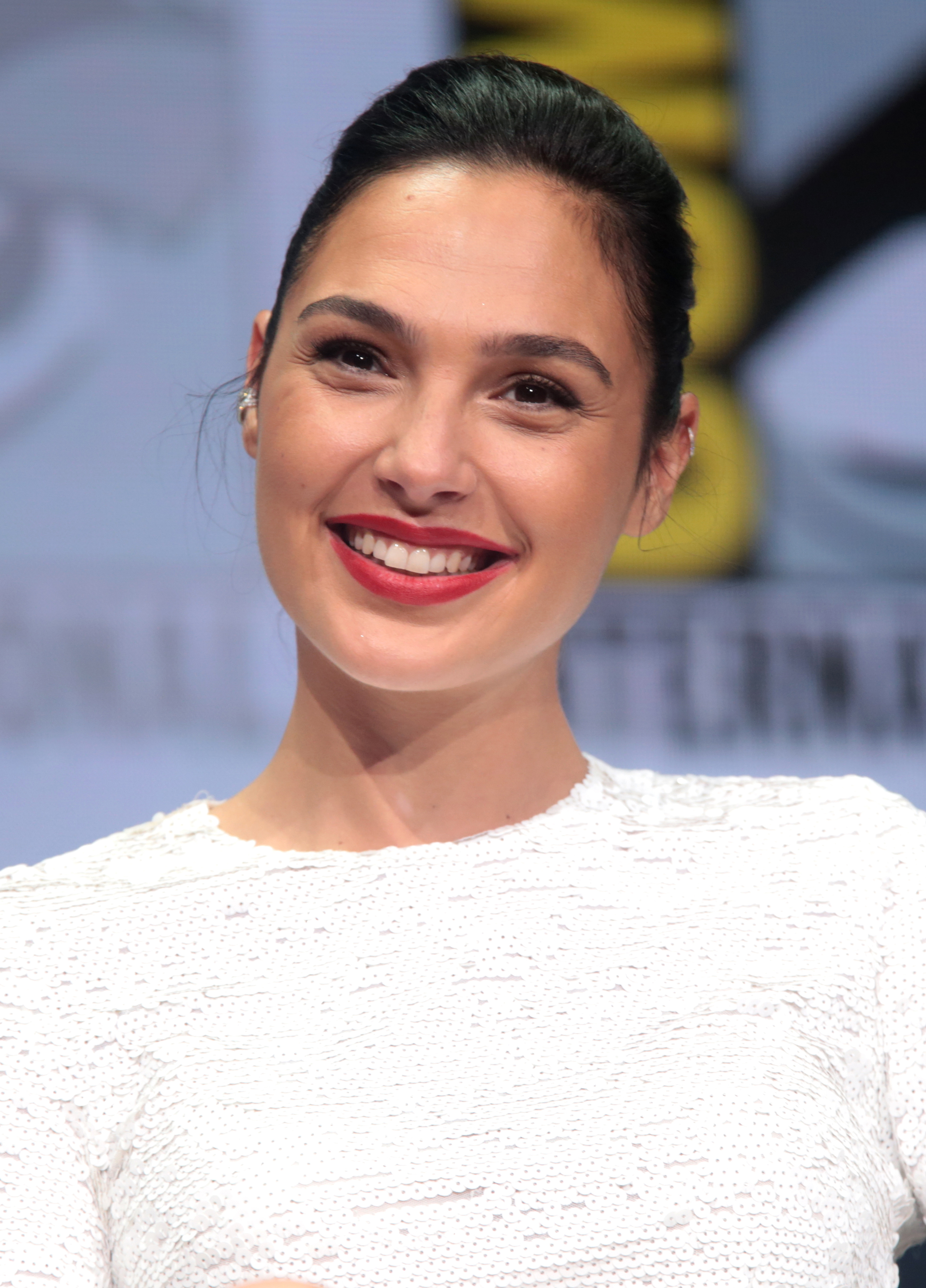
Галь Гадот — Диво-жінка
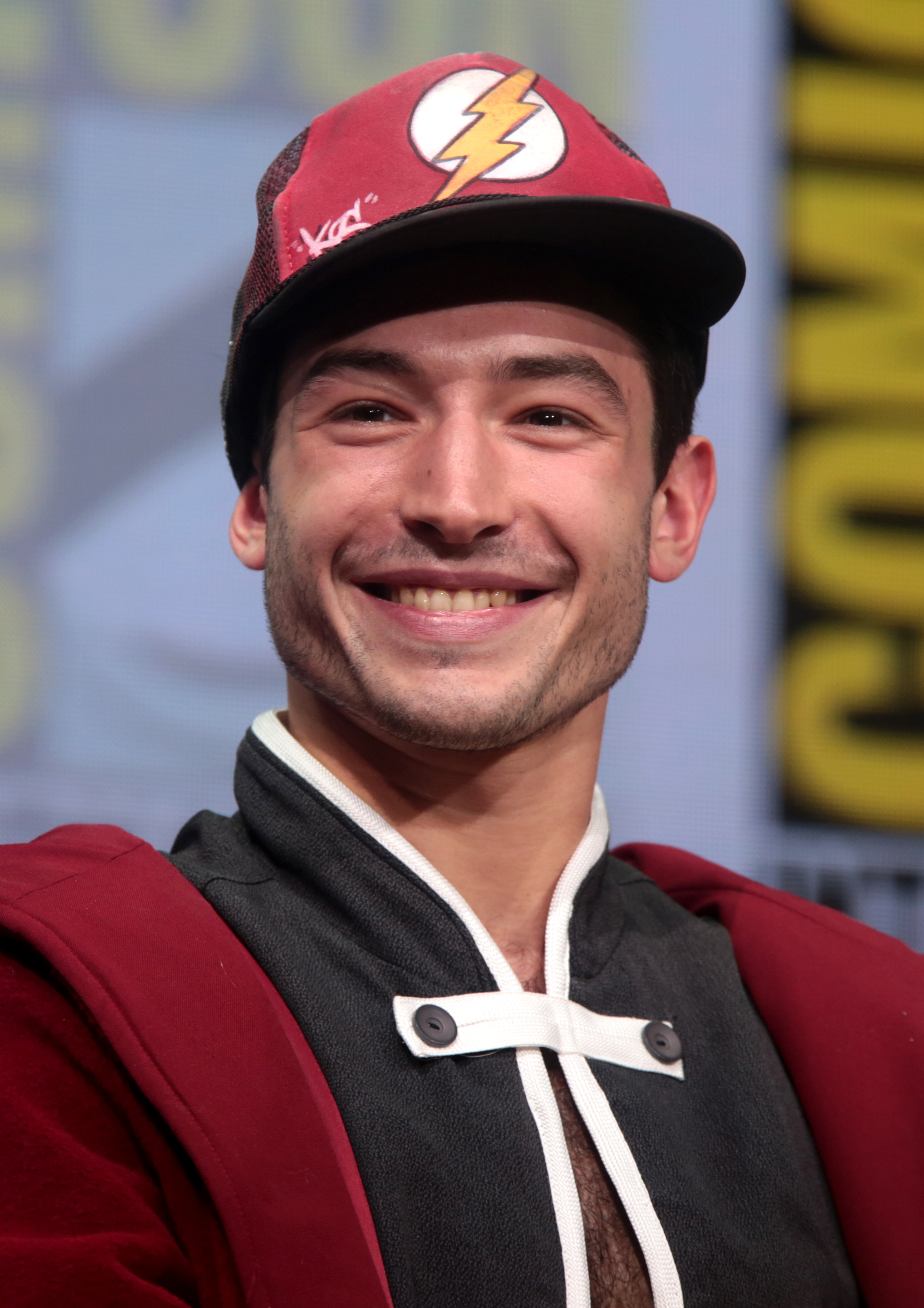
Езра Міллер — Флеш
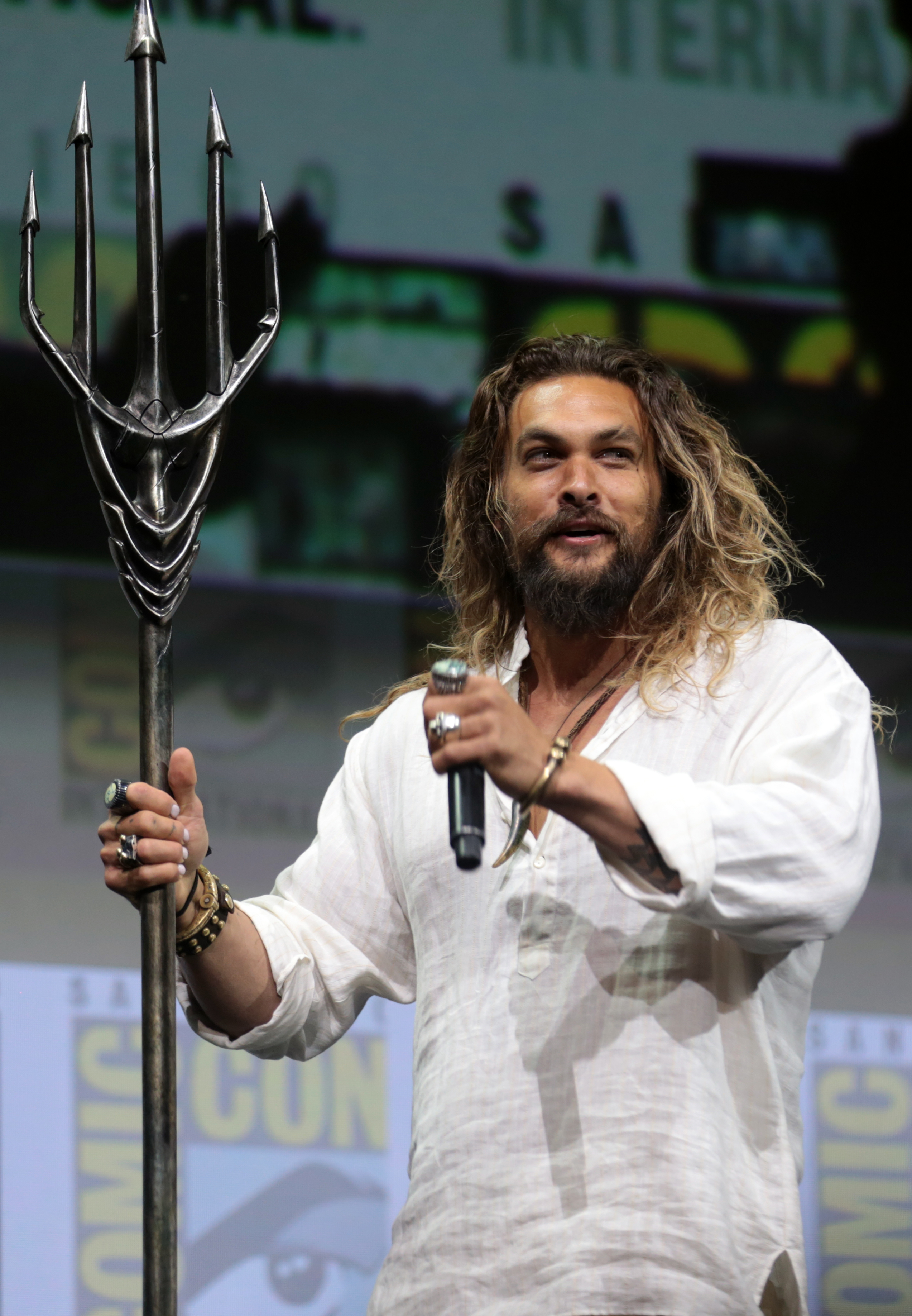
Джейсон Момоа — Аквамен
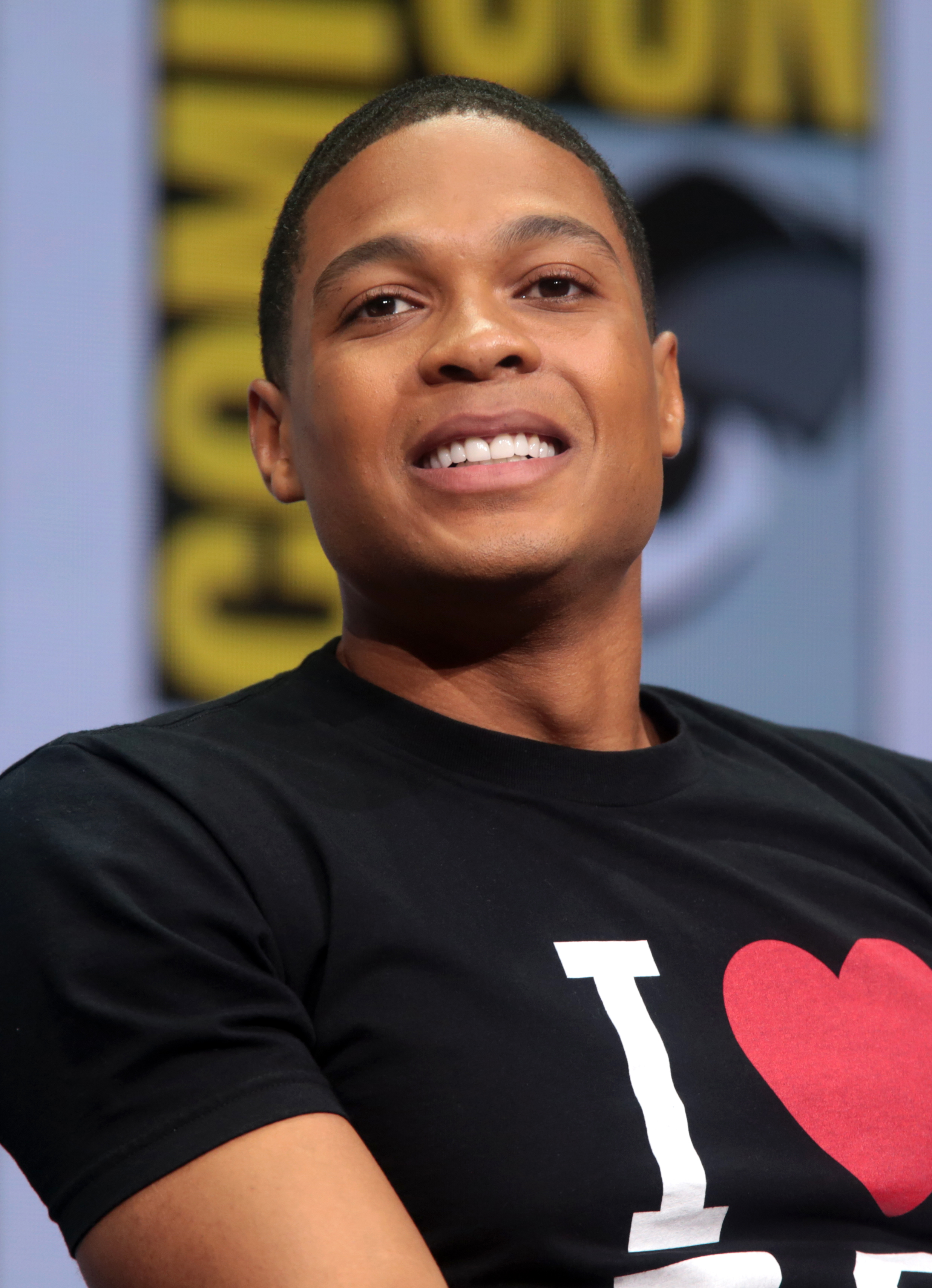
Рей Фішер — Кіборг
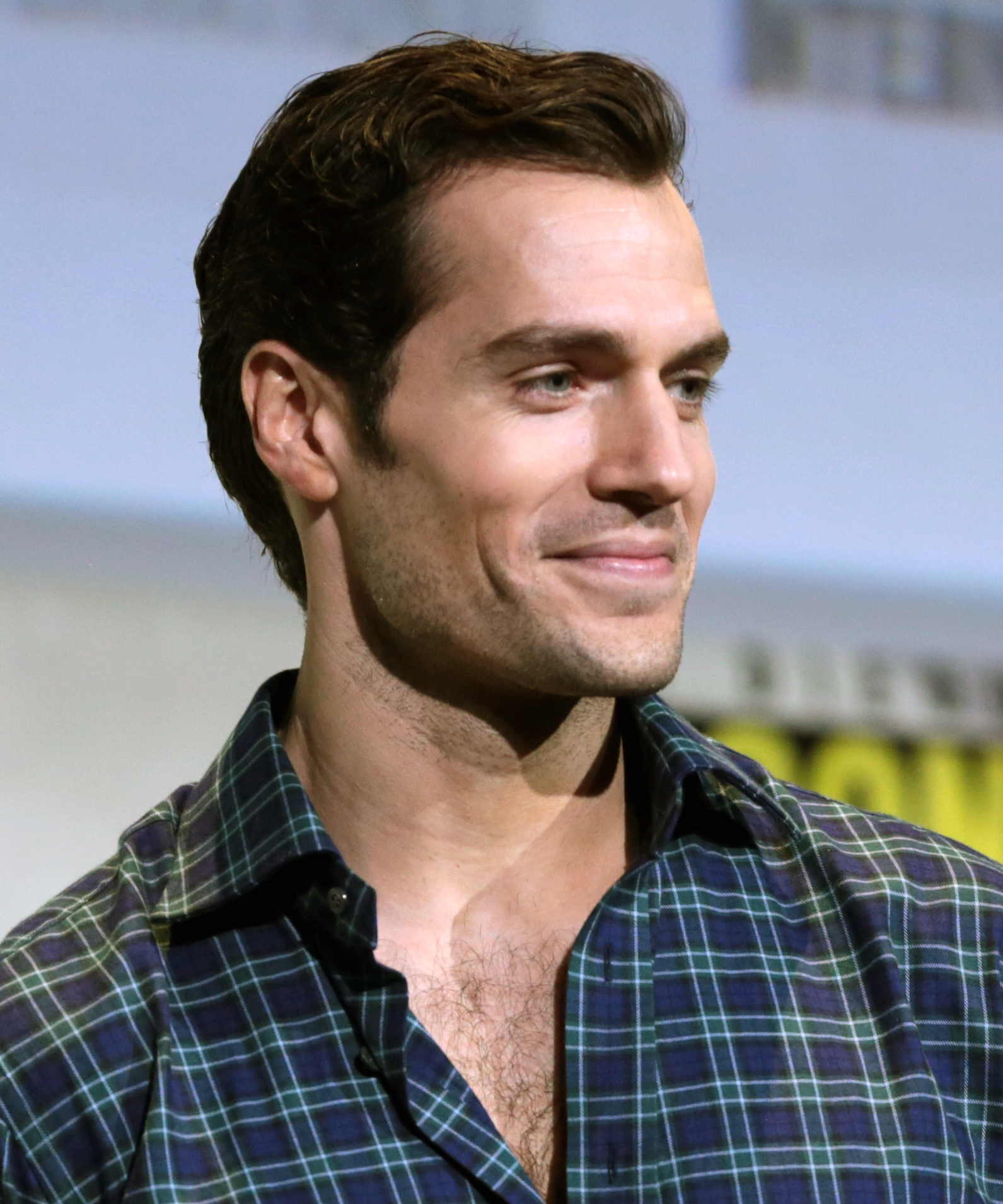
Генрі Кавілл — Супермен

### Інші
| Актор              | Роль                  |
| ------------------ | --------------------- |
| Кіаран Гайндс      | Степовий Вовк         |
| Ембер Герд         | Імерія (Мера)         |
| Джеремі Айронс     | Альфред Пенніворт     |
| Джонатан Сіммонс   | комісар Джеймс Ґордон |
| Емі Адамс          | Лоїс Лейн             |
| Біллі Крудап       | Генрі Аллен           |
| Джо Мортон         | Сайлас Стоун          |
| Даян Лейн          | Марта Кент            |
| Конні Нільсен      | королева Іпполіта     |
| Майкл Мак-Елхеттон | лідер терористів      |
| Голт Маккелені     | грабіжник             |
| Джессі Айзенберг   | Лекс Лютор (камео)    |
| Джо Манганьєлло    | Дезстроук (камео)     |
| Робін Райт         | Антіопа (камео)       |

## Український дубляж
Переклад виконано студією Postmodern на замовлення Kinomania.
- Переклад — Олег Колесніков
- Режисер дубляжу — Ганна Пащенко
- Координатор проєкту — Юлія Кузьменко
- Ролі дублювали:
  - Юрій Ребрик — Брюс Вейн/Бетмен
  - Наталя Романько-Кисельова — Діана/Диво-Жінка
  - Андрій Соболєв — Баррі Аллен/Флеш
  - Роман Молодій — Віктор Стоун/Кіборг
  - Валерій Легін — Степовий Вовк
  - Сергій Кияшко — Артур Каррі/Аквамен
  - Дмитро Гаврилов — Кларк Кент/Супермен
  - Юрій Гребельник — Альфред Пенніворт
  - Катерина Сергеєва — Лоїс Лейн
  - Павло Скороходько — Лекс Лютор
  - Микола Боклан — Сайлас Стоун
  - Ольга Радчук — Іпполіта
  - Євген Пашин — Комісар Гордон
  - А також: Олександр Попов, Наталя Шелягіна та інші.

## Створення фільму
У грудні 2012 року стало відомо, що фільм Зака Снайдера «Людина зі сталі» повинен стати першим фільмом кіновсесвіту DC Comics, пов'язаних з майбутньою екранізацією «Ліги справедливості».
10 червня 2013 року стало відомо, що Девід С. Ґоєр затверджений автором сценарію «Ліги справедливості». Кілька днів по тому Девід С. Ґоєр сказав, що у всесвіті фільму «Людина зі сталі» крім Супермена присутній і інший персонаж DC Comics — Бетмен, але ця всесвіт відрізняється від тієї, яка була створена Крістофером Ноланом в його трилогії про Бетмена. Крістіан Бейл (зіграв цього персонажа в трилогії Нолана) відмовився знову повертатися до ролі, тому студії Warner Bros. і DC Films уклали контракт з Беном Аффлеком, який виконав роль нового Бетмена. У фільмі генерал Зод знищує супутник, на якому видно логотип підприємства «Вейн Ентерпрайзис», що підтверджує існування Брюса Вейна (Бетмена) в цьому кіновсесвіті.
20 липня 2013 року видання The Hollywood Reporter повідомило, що на San Diego Comic-Con Зак Снайдер оголосив: сиквел «Людини зі сталі» вийде влітку 2015 року, і в цьому фільмі Супермен буде в одній команді з Бетменом; Генрі Кавілл знову повернеться до своєї ролі, а роль Брюса Вейна виконає Бен Аффлек. Також видання повідомляє: на Comic-Con стало відомо, що сольний фільм про іншого учасника Ліги справедливості, Флеша, вийде у 2018 році, а безпосередньо сам фільм «Ліга справедливості» вийде на екрани в 2017 році, але студії Warner Bros. і DC Films офіційно ще не підтвердили цю інформацію. 5 грудня 2013 року був офіційно оголошено, що ізраїльська актриса Галь Гадот виконає роль Чудо-жінки. 25 квітня Variety з посиланням на достовірні джерела повідомив про поповнення в акторському складі фільму «Бетмен проти Супермена», Рей Фішер зіграє Віктора Стоуна, відомішого як Кіборг. Очікується, що його роль буде невеликою, але в прийдешньому фільмі «Ліга справедливості» вона істотно розшириться. У жовтні 2014 року стало відомо, що роль Флеша виконає Езра Міллер. Також стала відома дата фільму — 16 листопада 2017 року. У січня 2016 Ембер Герд отримала роль у фільмі. Навесні 2016 Джонатан Сіммонс і Віллем Дефо приєдналися до акторського складу, в той час як Джеремі Айронс і Емі Адамс повернуться в фільм. У серпні Джессі Айзенберг повернувся до ролі Лекса Лютора, а в липні Джуліан Льюїс Джонс отримав роль. Також стало відомо, що головним лиходієм стане Степовий Вовк. Сцена після титрів в фільмі «Загін самогубців» показує, як Брюс Вейн збирає інформацію про металюдей, і просить припинити збирати команду з антигероїв або він цю справу прискорить.
23 травня 2017 року режисера картини Зак Снайдер заявив, що через смерть доньки не може більше працювати над фільмом і збирається більше часу приділяти сім'ї. Його замінив Джосс Відон, призначений раніше постановником іншого фільму DC про Бетгерл. Уідону залишилося дозняти кілька епізодів і зайнятися постпродакшені. 16-го листопада фільм вийшов у кінопрокат.

## Знімання
Основне знімання розпочали 11 квітня 2016 року зі знімань на студії Warner Bros. у Лівсдені, а також у різних місцях навколо Лондона та Шотландії. Додаткове знімання відбулося у Чикаго, Іллінойсі, Лос-Анджелесі та Ісландії. 3 червня 2016 року Джефф Джонс підтвердив, що фільм буде називатися «Ліга справедливості». Джонс пізніше заявив, що фільм буде сповнений «надії та оптимізму» в порівнянні з попередніми фільмами DCEU. Знімання завершили у жовтні 2016 року.
У травні 2017 року на стадії постпродакшну Снайдер покинув роботу над фільмом. Його місце посів Джосс Відон. У липні 2017 року було оголошено, що фільм проходить двомісячні перезнімання у Лондоні та Лос-Анджелесі; Warner Bros. вклав у них близько 25 млн доларів. Додаткове знімання збігалося з графіком Кавілла для фільму «Місія неможлива: Фолаут», для якого він відростив вуса, які не мали бути збриті за контрактом, тож команді з візуальних ефектів «Ліги справедливості» довелось у короткі строки з використанням спеціальних ефектів видаляти вуса з обличчя Супермена.

## Критика
Кінокомікс отримав переважно негативні та стримані відгуки кінокритиків. На агрегаторі рецензій Rotten Tomatoes фільм має рейтинг 40 %, оснований на 297 відгуках і середню оцінку 5,3/10. На сайті Metacritic «Ліга» має оцінку 45 зі 100 на основі 52 рецензій кінокритиків.

## Факти
- У різний час на пост режисерів картини розглядалися Лана і Лілі Вачовські, Джордж Міллер, а також Джейсон Рейтман.
- Спочатку планувалося, що фільм вийде ще в 2007 році, проте проєкт довгий час знаходився в заморожуванні.
- Джонатан Сіммонс і Віллем Дефо знімалися разом у трилогії Сема Реймі «Людина-павук».
- Ганс Циммер, який написав саундтреки до фільмів «Бетмен проти Супермена: На зорі справедливості», «Людина зі сталі» і до трилогії Нолана про Бетмена, сказав, що більше не братиме участі в супергеройських блокбастерах. Композитором замість нього став Денні Ельфман («Людина-павук»). («Бетмен»).
- У якийсь момент планувалося, що фільм буде повністю зроблений за допомогою технології захоплення руху, проте від цієї ідеї відмовилися.
- Реліз фільму «Ліга справедливості» призначений на ту ж дату, коли вийшов мультсеріал «Ліга справедливості». З того моменту пройшло 16 років.
- Джонатан Сіммонс і Бен Аффлек грали разом у фільмі «Аудитор».